# Контейнеровоз класу HMM Algeciras

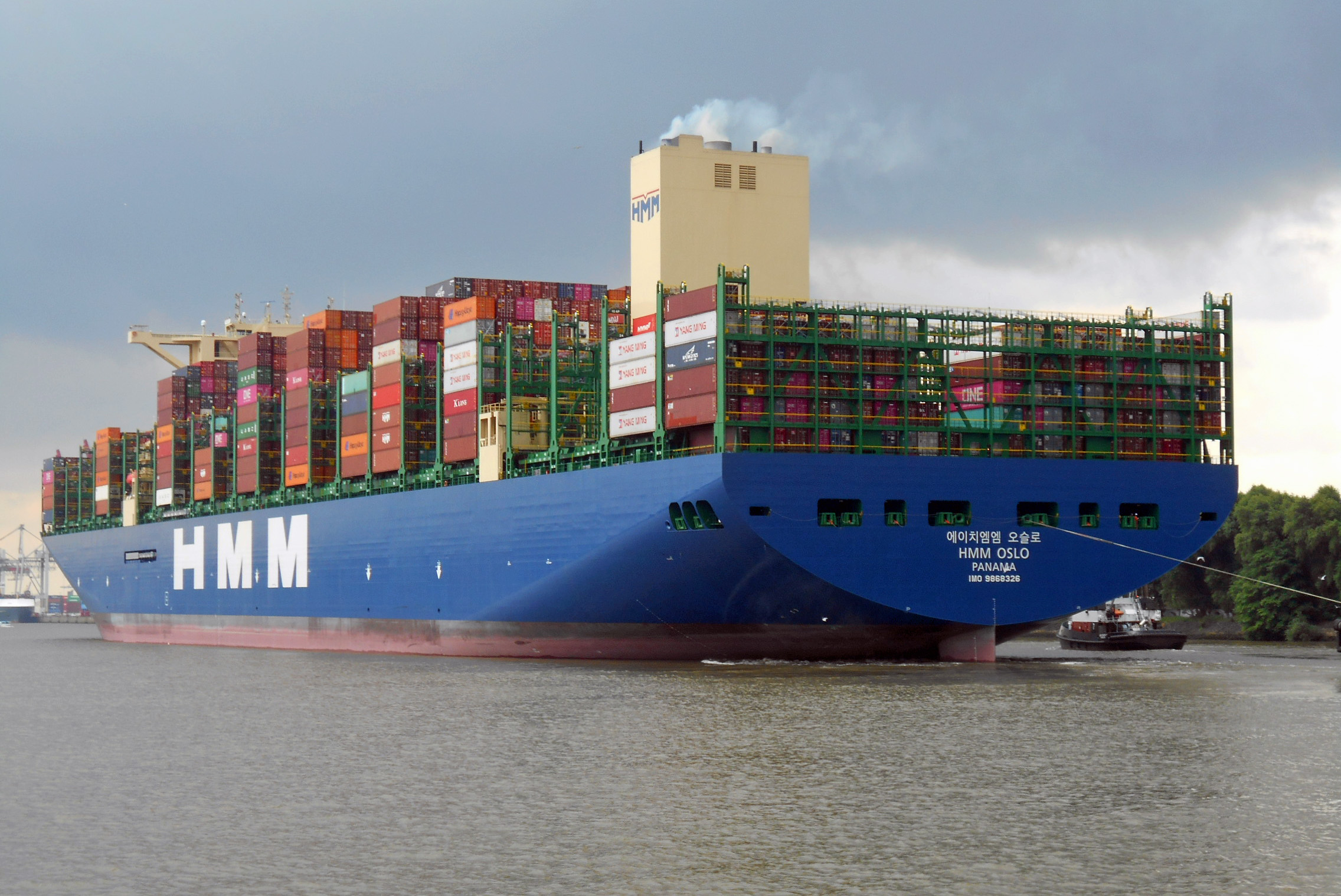
HMM Oslo 2020 у Гамбурзі

Клас Algeciras — це клас контейнеровозів, що складається з 12 суден, побудованих для HMM. Найбільші кораблі мають максимальну теоретичну місткість 23 964 двадцятифутових еквівалентних одиниць (TEU). На момент поставки вони були найбільшими контейнеровозами у світі, перевершуючи попередній GülsünGülsün (23 756 TEU). З того часу їх перевершив Ever Ace (23 992 TEU).
З того часу їх перевершив Ever Ace (23 992 TEU).

## Список кораблів
| Корабель                                            | Номер двору                                         | номер IMO                                           | Доставка                                            | Статус                                              | Прапор                                              | посилання                                           |
| Daewoo Shipbuilding & Marine Engineering (23964TEU) | Daewoo Shipbuilding & Marine Engineering (23964TEU) | Daewoo Shipbuilding & Marine Engineering (23964TEU) | Daewoo Shipbuilding & Marine Engineering (23964TEU) | Daewoo Shipbuilding & Marine Engineering (23964TEU) | Daewoo Shipbuilding & Marine Engineering (23964TEU) | Daewoo Shipbuilding & Marine Engineering (23964TEU) |
| --------------------------------------------------- | --------------------------------------------------- | --------------------------------------------------- | --------------------------------------------------- | --------------------------------------------------- | --------------------------------------------------- | --------------------------------------------------- |
| HMM Algeciras                                       | 4318                                                | 9863297                                             | 24 квітня 2020 р                                    | На обслуговуванні                                   | Панама                                              |                                                     |
| HMM Copenhagen                                      | 4319                                                | 9863302                                             | 22 травня 2020 р                                    | На обслуговуванні                                   | Панама                                              |                                                     |
| HMM Dublin                                          | 4320                                                | 9863314                                             | 29 травня 2020 р                                    | На обслуговуванні                                   | Панама                                              |                                                     |
| HMM Gdansk                                          | 4321                                                | 9863326                                             | 12 червня 2020 р                                    | На обслуговуванні                                   | Панама                                              |                                                     |
| HMM Hamburg                                         | 4322                                                | 9863338                                             | 3 липня 2020 р                                      | На обслуговуванні                                   | Панама                                              |                                                     |
| HMM Helsinki                                        | 4323                                                | 9863340                                             | 17 липня 2020 р                                     | На обслуговуванні                                   | Панама                                              |                                                     |
| HMM Le Havre                                        | 4324                                                | 9868314                                             | 28 серпня 2020 р                                    | На обслуговуванні                                   | Панама                                              |                                                     |
| Samsung Heavy Industries (23820 TEU)                |                                                     |                                                     |                                                     |                                                     |                                                     |                                                     |
| HMM Oslo                                            | 2288                                                | 9868326                                             | 8 травня 2020 р                                     | На обслуговуванні                                   | Панама                                              |                                                     |
| HMM Rotterdam                                       | 2289                                                | 9868338                                             | 26 червня 2020 р                                    | На обслуговуванні                                   | Панама                                              |                                                     |
| HMM Southampton                                     | 2290                                                | 9868340                                             | 31 липня 2020 р                                     | На обслуговуванні                                   | Панама                                              |                                                     |
| HMM Stockholm                                       | 2291                                                | 9868352                                             | 7 серпня 2020 р                                     | На обслуговуванні                                   | Панама                                              |                                                     |
| HMM St Petersburg                                   | 2292                                                | 9868364                                             | 11 вересня 2020 р                                   | На обслуговуванні                                   | Панама                                              |                                                     |

## Дивись також
- Ever клас А — найбільший у світі контейнеровоз, з 30 липня 2021 року.
- Контейнеровоз класу Gülsün
- Контейнеровоз класу HMM Nuri
- Контейнеровоз класу Hyundai Dream
- Контейнеровоз класу Hyundai Together
- Контейнеровоз класу Hyundai Earth